# 墨西哥銀圓

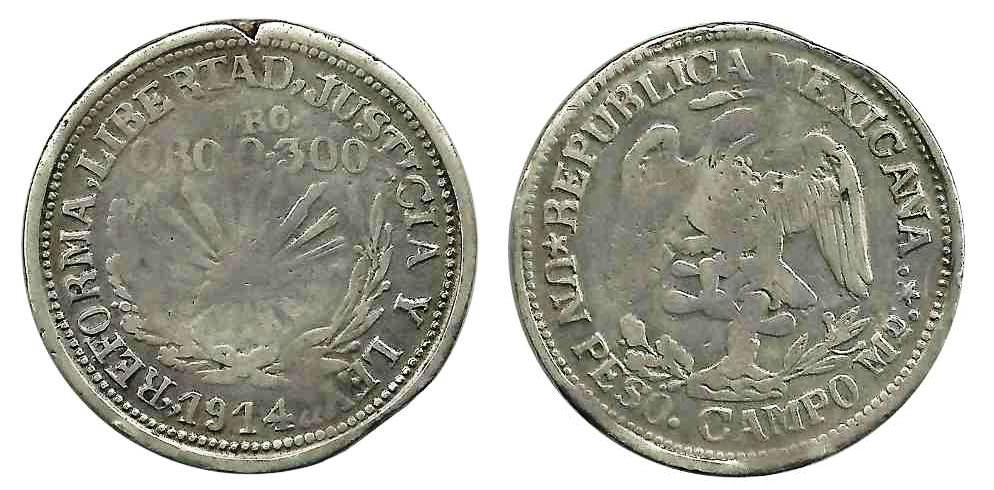
鷹洋

墨西哥銀圓，又稱鷹洋、英洋、或墨银，為墨西哥獨立後所鑄造的8雷阿尔銀圓，曾經流通於世界各地，是最具代表性的貿易銀之一，

## 簡介
16世紀西班牙人在美洲墨西哥等殖民地發現銀礦，鑄造西班牙銀圓（華人俗稱為佛銀、佛洋、本洋等），透過貿易，流行於美洲、歐洲、亞洲各地。
1821年墨西哥獨立後，逐漸開始自行鑄造銀元，1854年以後大量流入大清國。墨西哥銀圓的重量為27.468克，成色90.2%，硬幣刻有墨西哥国徽图案，故中國稱之為鷹洋（讹变为“英洋”），與西班牙的佛洋相對。。一個墨西哥銀圓約重0.72兩，九成銀，故僅含有銀0.648兩。但民間大致上以0.7兩白銀，兌換一個墨西哥銀圓。
1866年开始，墨西哥银圆的设计由老鷹圖案，改为在任皇帝马西米连诺一世的肖像，但这导致大量硬币在清朝遭拒。
在1910年代，此銀圓與西班牙的佛銀分庭抗禮，墨西哥銀圓曾佔據中國銀兩市場高達三成的市場份額。

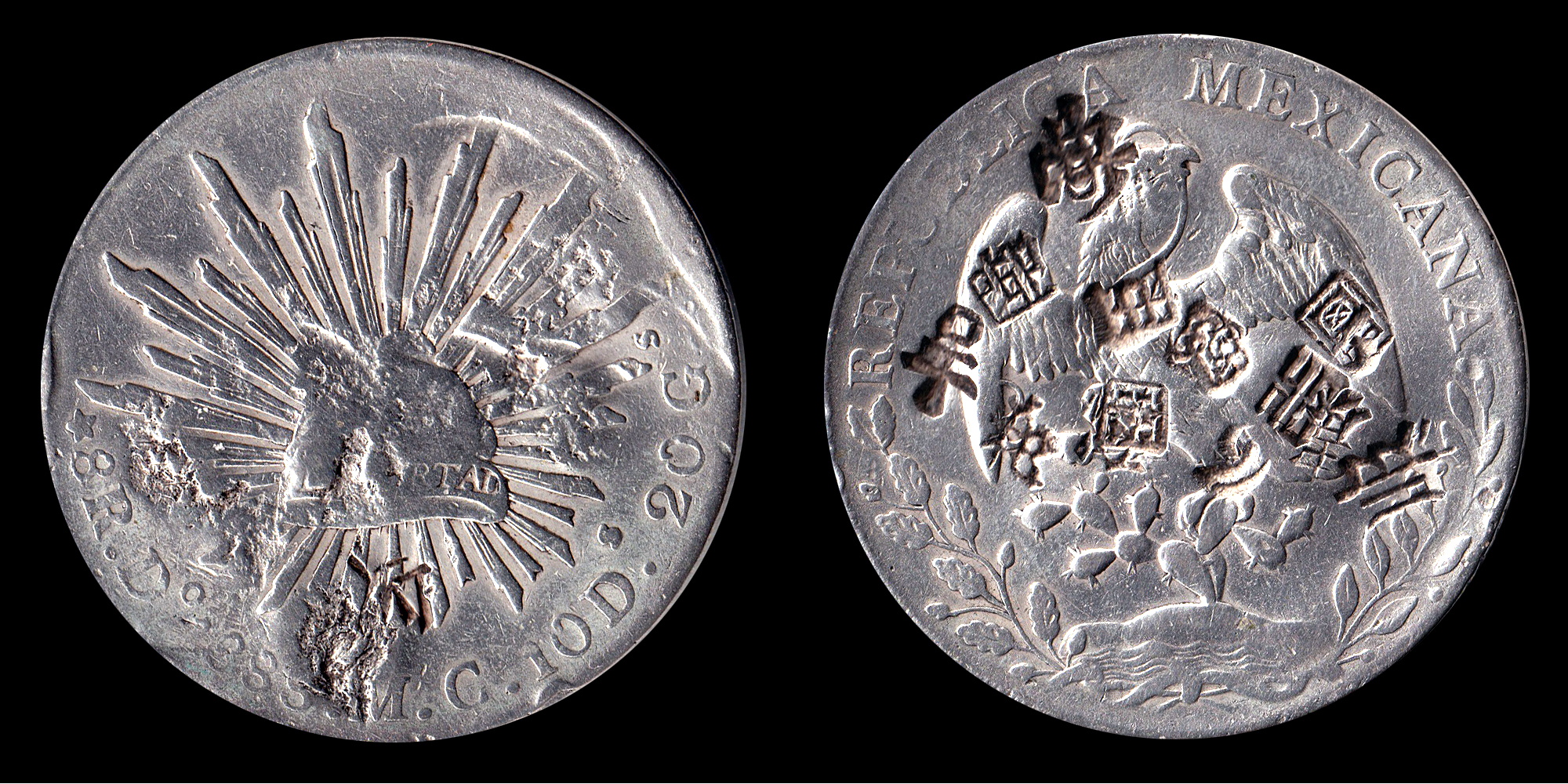
带有各种中国商人戳记的墨西哥银元

## 版别
| 序号 | 标识 | 铸造地（厂）名    | 译名             | 铸造年份  | 备注     |
| 1    | Mo   | MEXICO CITY       | 墨西哥城         | 1823~1897 | （首都） |
| 2    | A/As | ALAMOS            | 阿拉莫斯         | 1864~1895 |          |
| 3    | Ca   | CHIHUAHUA         | 奇瓦瓦           | 1831~1895 | （州府） |
| 4    | C/Cn | CULIACAN          | 庫利阿坎         | 1846~1897 |          |
| 5    | Do   | DURANGO           | 杜蘭戈           | 1824~1895 |          |
| 6    | EoMo | ESTADO DE MEXICO  | 墨西哥州         | 1826~1830 |          |
| 7    | Ga   | GUADALAJARA       | 瓜達拉哈拉       | 1825~1895 | （西部） |
| 8    | GC   | GUADALUPE Y CALVO | 卡爾科的瓜達盧佩 | 1844~1852 |          |
| 9    | G/Go | GUANAJUATO        | 瓜納華托         | 1825~1897 |          |
| 10   | Ho   | HERMOSILLO        | 埃莫西約         | 1836~1895 |          |
| 11   | O/Oa | OAXACA            | 瓦哈卡           | 1858~1893 |          |
| 12   | Pi   | SAN LUIS POTOSí   | 聖路易斯波托西   | 1823~1895 | （中部） |
| 13   | Zs   | ZACATECAS         | 薩卡特卡斯       | 1823~1897 | （州府） |

## 其他版別

### 井岡山工字版
1928年4月，當毛澤東和朱德在井冈山順利會師後，便逐步整合兩軍隊伍，後於5月初宣布將兩軍整合成為「中国工农革命军第四军」成為一大強勢軍隊，而國民政府為對抗該勢力，便於周圍採取軍事圍剿及經濟封鎖的政策，以企圖瓦解紅軍的勢力，導致蘇區面臨嚴重的補給及經濟困境。
而後中国共产党為維持在蘇區根据地內的經濟，便聽取了王佐的建議及意見，於1928年5月建立了红军造币厂以緩解因被國民政府封鎖經濟而造成的貨幣荒，而該鑄幣廠的白銀原料來自於紅軍之前所搜括的富人銀飾及銀器等，該銀幣以墨西哥鷹洋為範本，但邊齒則採用一般的直線型邊齒，而非原本的花紋邊齒，且為與其他銀元做出區別，還會在鑄造好的銀幣上打上「工」字的戳記，因此又叫井岡山工字版銀元，直到1929年1月的井岡山戰鬥後被國軍圍剿成功後失守根據地，銀元便停止鑄造。
1. ↑  Julian, p. 945.